# L'Amour qui tue (film, 1911)
 (juillet 2025).
Pour les articles homonymes, voir L'Amour qui tue.
Pour plus de détails, voir Fiche technique et Distribution.
L'Amour qui tue est un film muet français réalisé par Léonce Perret, sorti en 1911.

## Fiche technique
- Titre : L'Amour qui tue
- Réalisation : Léonce Perret
- Scénario :  Léonce Perret
- Photographie : Georges Specht
- Société de production : Société des Etablissements L. Gaumont
- Pays d'origine :  France
- Format : Noir et blanc — 35 mm — 1,33:1 — Muet
- Genre :
- Métrage : 334 mètres
- Durée : 11 minutes
- Date de sortie :
  - France : 15 décembre 1911

## Distribution
- René Navarre : Claude Barrois
- Yvette Andréyor : Marie-Louise
- Renée Carl :